# Pluteo

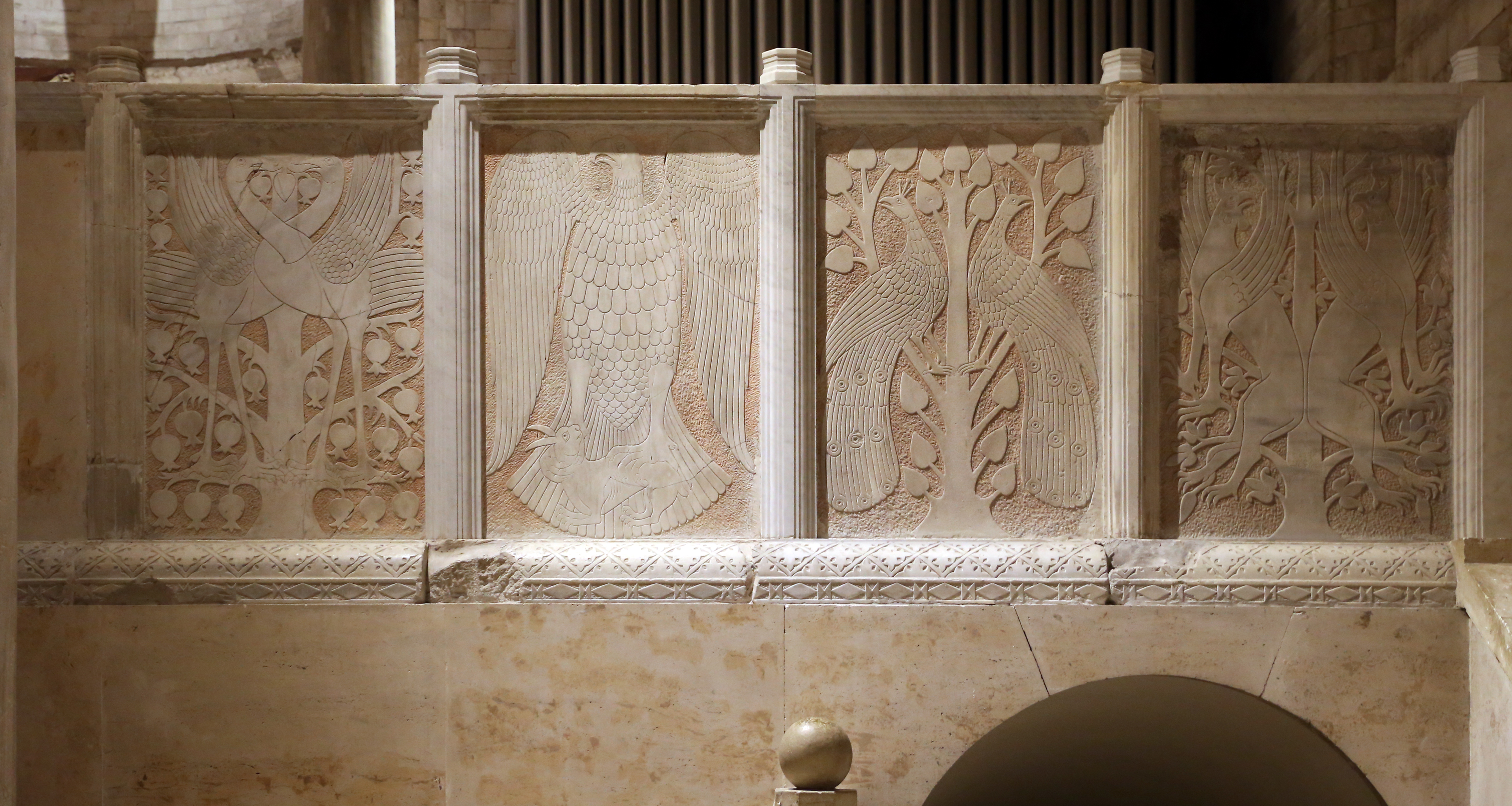
Plutei del Duomo di Ancona del 1189

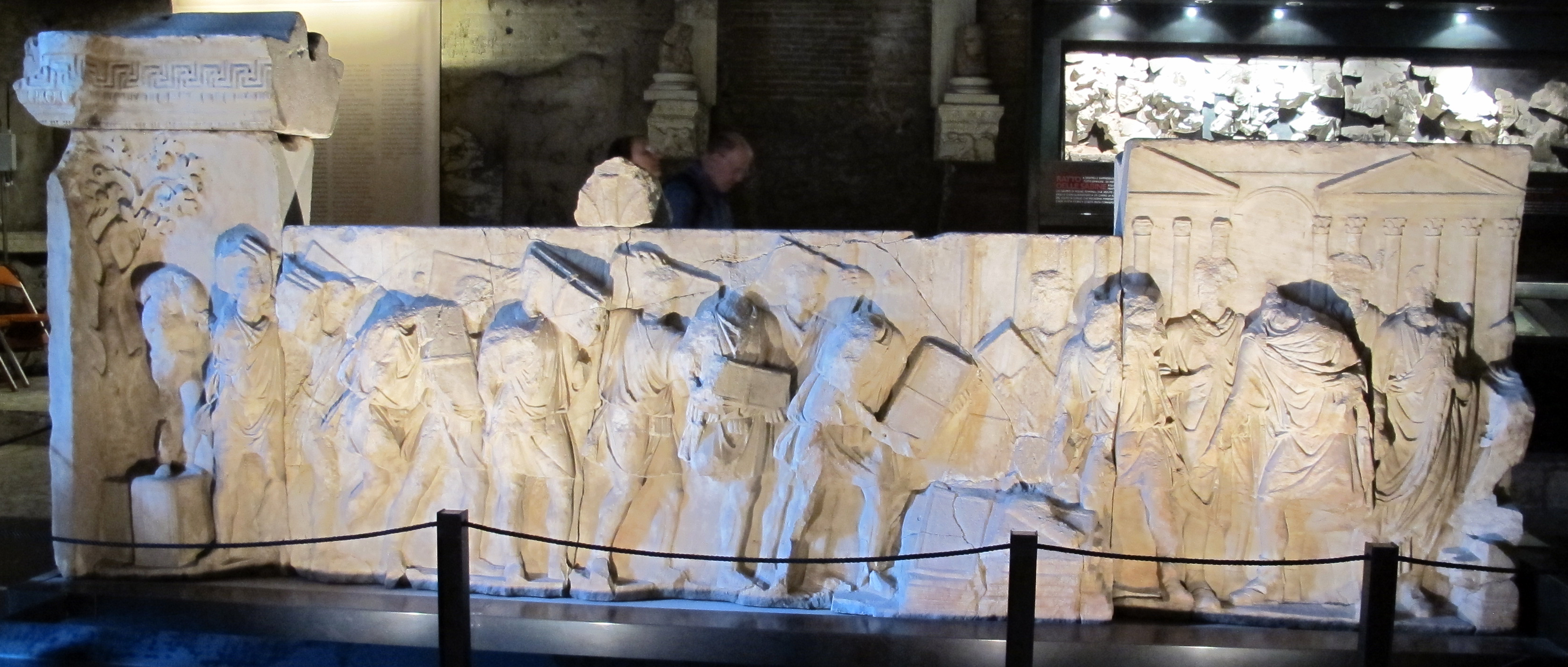
Plutei di Traiano.

In architettura per pluteo si intende una transenna a lastre rettangolari massicce, in metallo o più spesso in legno o in pietra, che divide due parti di un edificio. Può essere ornato molto semplicemente da cornici in rilievo oppure arricchito da motivi geometrici o figurati.
Un esempio è rappresentato dai cosiddetti "Plutei di Traiano", rinvenuti nel 1872 a Roma, all'interno del Foro romano, nell'area tra il Comizio e la colonna di Foca. Nell'architettura religiosa cristiana il pluteo divide i vari settori di una chiesa, in particolare il presbiterio e la cantoria. Il pluteo in una chiesa può essere un sinonimo di transenna e svolge la stessa funzione dell'iconostasi, anche se si denotano caratteristiche artistiche differenti.